# Michael Tree
Michael Tree   (Newark, 1934 - Manhattan, 31 de març de 2018) nascut Michael Applebaum, va ser un violista estatunidenc.

## Biografia
Tree va néixer a Newark, Nova Jersey. Els seus estudis principals van ser amb Efrem Zimbalist sobre violí i viola al Curtis Institute of Music. Zimbalist va insistir que Tree canviés el seu nom d'Applebaum per avançar en la seva carrera. Després del seu debut al recital de Carnegie Hall a l'edat de 20 anys, Tree va aparèixer com a solista de violí i viola amb les principals orquestres, incloses les de Filadèlfia, Baltimore, Los Angeles i Nova Jersey. Com a membre fundador del Marlboro Trio i del Guarneri Quartet, va tocar arreu del món i va enregistrar més de 80 obres de música de cambra. Entre aquests van destacar deu quintets i quartets de piano amb Artur Rubinstein. Tree va servir a la facultat del "Curtis Institute of Music, The Juilliard School, Bard College Conservatory of Music, Manhattan School of Music, University of Maryland School of Music" i "Rutgers University", i va actuar regularment a la "Marlboro Music School and Festival". Va aparèixer com ell mateix a la pel·lícula Music of the Heart del 1999, protagonitzada per Meryl Streep i també amb els violinistes Isaac Stern i Itzhak Perlman.
Tree va tocar una viola de Domenicus Busan del 1750 de Venècia, Itàlia. També va tocar violes del modern luthier japonès-americà Hiroshi Iizuka. Durant els seus primers anys amb el Guarneri Quartet, Tree va tocar una viola feta pel luthier Harvey Fairbanks de mitjan segle XX de Binghamton, Nova York.
Michael Tree va rebre un títol honorífic per la Universitat de Binghamton.
El pare de Tree, Samuel Applebaum, era un pedagog de violí de renom nacional que va escriure molts articles i llibres sobre música i va compondre o editar materials didàctics extensos.
Tree va morir de malaltia de Parkinson al seu apartament de Manhattan el 30 de març de 2018, a l'edat de 84 anys.

## Discografia
Fora dels enregistraments de música de cambra amb el Guarneri Quartet, Tree va gravar:
- Serenata de Beethoven per a flauta, violí i viola amb Eugenia i Pinchas Zukerman (a Columbia)
- Bolcom "Let Evening Come" amb Benite Valente i Cynthia Raim (a Centaur Records)
- Brahms Viola Sonatas amb Richard Goode (a Nonesuch) [1981]
- Brahms Horn Trio amb Myron Bloom i Rudolf Serkin (a Sony Classical)
- Brahms G major Viola Quintet amb Isaac Stern, Cho-Liang Lin, Jaime Laredo i Yo-Yo Ma
- Brahms Sextets (a Sony) amb Isaac Stern, Cho-Liang Lin, Jaime Laredo, Yo-Yo Ma i Sharon Robinson
- Octet de Mendelssohn amb Jaime Laredo, Alexander Schneider, Arnold Steinhardt, John Dalley, Samuel Rhodes, Leslie Parnas i David Soyer
- Duos de violí i viola de Mozart (a Nonesuch) amb la violinista Toshiya Eto
- Mozart Concertone (per a dos violins i orquestra) amb Jaime Laredo, violí i Alexander Schneider dirigint la Marlboro Festival Orchestra (a Columbia) (aquí Michael Tree toca violí).
- Schmidt Piano Quintet in G (on Sony Classical) amb Leon Fleisher, Joel Smirnoff, Joseph Silverstein i Yo-Yo Ma.